# Джордж Карлін
Джордж Де́ніс Па́трік Ка́рлін (англ. George Denis Patrick Carlin) (12 травня, 1937, Манхеттен, Нью-Йорк — 22 червня, 2008, Санта Моніка, Каліфорнія) — американський комік, актор, письменник, лауреат декількох нагород. Зажив слави як комік розмовного жанру, зокрема завдяки темам пов'язаним із критикою американської суспільної моралі, релігії. Був одним із перших, хто відкрито використовував нецензурну лексику під час своїх виступів, за що неодноразово арештовувався. Його конституційне право використовувати нецензурну лексику на сцені підтвердив Верховний Суд США у 1978 р. Протягом десятиріч був одним із найпопулярніших та найуспішніших коміків, мав вплив на цілу низку американських акторів та коміків.

## Біографія

### Ранні роки життя
Джордж Деніс Патрік Карлін народився 12 травня 1937 року у сім'ї ірландських емігрантів в Нью-Йорку. Мати Джорджа працювала секретаркою, а батько був рекламним агентом у нью-йоркській газеті. Батьки розійшлися ще коли Джордж був немовлям. Як і усі діти Джордж навчався у місцевій католицькій школі. Школу він залишив у 14-річному віці не довчившись у 9 класі. 1954-го року у віці 17 років Джордж поступив на службу до армії, де виконував обов'язки радарного техніка і, за сумісництвом, ведучого на радіостанції. У 1957 році його було демобілізовано з армії і він повністю присвятив себе роботі радіоведучого в Бостоні та Техасі.
Перша слава прийшла до Карліна через два роки, коли він створив комедійний тандем разом з Джеком Бернсом. Вони не просто ставили музику в ефірі радіостанції, але й їдко коментували музичні композиції у ефірі та їх виконавців. Джек Бернс продовжив кар'єру комедіанта, з часом ставши біля витоків створення циклу популярних телепередач «Маппет-шоу». Джордж Карлін виступав з того часу один з гумористичними монологами, його почали запрошувати на теле та радіопрограми відомі ведучі.

### Початок кар'єри
Починаючи з 1960 року, Карлін виступає у Лас-Вегасі, стає регулярним гостем розважальних шоу на телебаченні. Декілька років він пропрацював у шоу Еда Саллівана, виконуючи комічні мініатюри – сержанта-індіанця, дискжокея та хіппі, оголошувача прогнозу погоди. У цей час також відбувається його перетворення у новий образ — людини подібної до Христа у джинсах, та з косою. У цьому образі Карлін також почав говорити зі сцени й з телеекранів цілком усе, що спаде на думку, піддаючи критиці багато аспектів американської культури, моралі, суспільного життя, релігії. На відміну від інших коміків він критикував американське суспільство та політику з позиції простої людини. Джордж також відмовлявся брати участь у політичному житті країни — за власним визнанням останній раз він голосував на президентських виборах у 1972 році, а після того «порозумнішав і перестав грати у лотерею з державою».
21 липня 1971 року Джордж Карлін вперше виконав у Мілвокі свій відомий монолог з використанням нецензурної лексики, який став класичним — «Сім слів, які не можна говорити на телебаченні». Після закінчення виступу він був арештований за звинуваченням у «вербальній образі публіки». Пізніше суд його виправдав, але справа дійшла до Верховного суду США, який з огляду на свободу слова визнав право коміка використовувати таку лексику у виступах, але обмежив право радіостанцій транслювати виступи до 11 години вечора. Така слава підняла популярність коміка ще вище — його гастролі пройшли у багатьох містах США, його виступи виходили окремими дисками.
11 жовтня 1975 р. Карлін став першим ведучим популярної програми Saturday Night Live. Його монологи спрямовані проти релігії, та подвійної моралі суспільства знайшли підтримку серед значної частини американської молоді. У цей час у нього з'явилися також особисті проблеми з наркотиками, погіршилося здоров'я й стався перший інфаркт. Проблеми зі здоров'ям обмежили його можливість давати повномасштабні сольні виступи. У 1981 році Джордж Карлін повернувся до сольної кар'єри гумориста й залишався у строю аж до останніх днів життя. Навіть у період з 1995 по 1997, доглядаючи за хворою на рак дружиною Брендою, він продовжував виступати, аби заробити на її лікування. 11 травня 1997 року, за день до 60-ліття Карліна, його дружина померла.

### У зеніті слави
Після смерті дружини для Карліна настав важкий період життя. Хоча він й не пішов зі сцени і продовжив виступати, він також продовжував зловживати наркотиками, алкоголем. Йому також вдалося знятися у комедійних ролях у декількох фільмах. Найбільшим акторським успіхом була роль кардинала Гліка у фільмі Кевіна Сміта «Догма». Під час зйомок фільму Джордж Карлін одружився вдруге — зі своєю старою подругою Салі Вейд. Після успіху фільму Карлін знову почав активно виступати, і вже у 2000 році був знову визнаний найкращим комедіантом Америки. Цей титул він зберігав за собою упродовж 4 років, поступившись ним лише у 2004 році Робіну Вільямсу.
У 1987 році на Голівудській алеї слави в Лос-Анжелесі Джорджу Карліну присвятили власну зірку. Він також записав близько двадцяти гумористичних альбомів, останній з яких побачив світ вже після його смерті. За свої виступи, ролі у кіно та на телебаченні його тричі нагороджували преміями «Греммі», а усього за чотири дні до смерті він був номінований на приз Марка Твена – найпрестижнішу винагороду для коміків у США. Джордж Карлін продовжував виступати аж до самої смерті — його останній концерт відбувся 1 березня 2008 року. Третій інфаркт підірвав здоров'я коміка, а вже 22 червня у нього зупинилося серце і його доставили до лікарні. Лікарі кілька годин боролися за його життя, але о 17:55 Джордж Карлін помер.

## Погляди

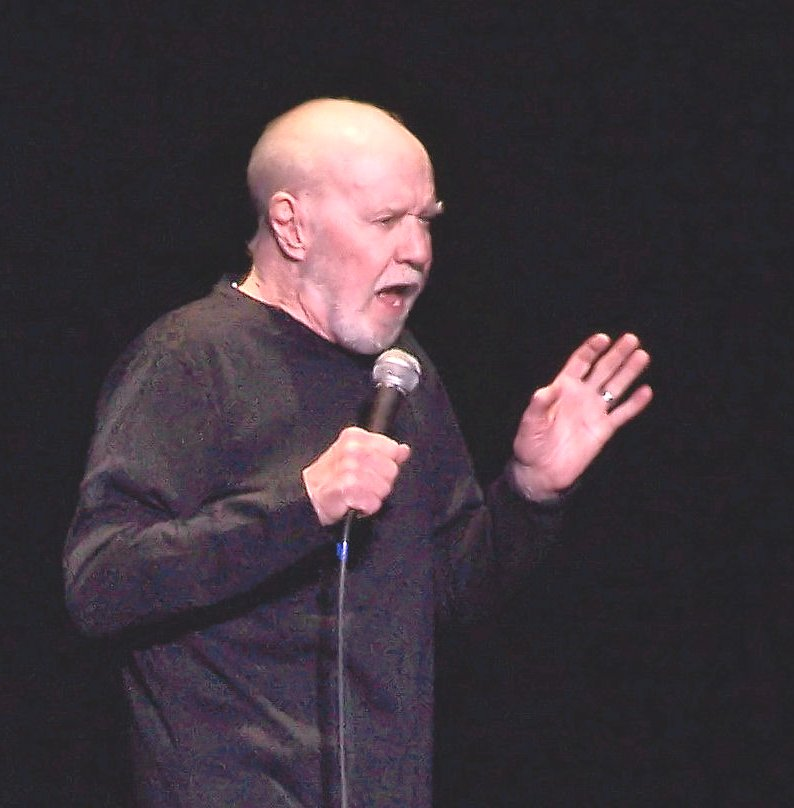
Джордж Карлін в Трентоні (Нью-Джерсі) 4 квітня 2008 року

Основними темами комічних коментарів Джорджа Карліна були політика і релігія. Оскільки він народився в американсько-ірландській родині, сім'я регулярно відвідувала церкву, де він певний час навіть був прислужником під час служби і його виховували у католицькій вірі.
Попри навчання у католицькій школі, завдяки тому, що вчителі заохочували учнів мислити незалежно, він поступово втратив віру у Бога і визначав себе атеїстом. На думку Карліна, яку він неодноразово підкреслював під час своїх виступів, релігія є одним із найбільших шахрайств людства і не принесла нічого, крім брехні, конфліктів і страждання.
|  | Коли вже мова йде про лайно, велике лайно, лайно найвищого ґатунку, те наскільки релігія є абсолютним чемпіоном із брехливих обіцянок та перебільшень може приголомшити кого завгодно. Тут вона поза конкуренцією. Поза конкуренцією. Релігія. Оригінальний текст (англ.) When it comes to bullshit, big-time, major league bullshit, you have to stand in awe of the all-time champion of false promises and exaggerated claims, religion. No contest. No contest. Religion. |

У своїх виступах і книжках Карлін наголошував, що ніколи не належав до жодної політичної партії і жодного разу не голосував. Сам він дотримувався ліберальних поглядів, а більшість його критичних зауважень, однак відносилися до Республіканців і до консерваторів загалом. На його думку, політика — брудна справа. Свою відмову від участі у виборах він пояснював тим, що на його думку голосування є тільки ілюзією виборів.

## Фільмографія
- 1954 — Діснейленд (серіал) (1954 — 1990) (англ. Disneyland[en])
- 1966 — Ця дівчина (серіал) (1966 — 1971) (англ. That Girl[en])
- 1968 — Шестеро під одним дахом[en]
- 1975 — Ласкаво просимо назад, Коттер (серіал) (1975 — 1979) (англ. Welcome Back, Kotter[en])
- 1976 — Автомийка (фільм)[en]
- 1979 — Americathon (англ. Americathon[en]) — оповідач
- 1984 — Паровозик Томас та його друзі (серіал) Thomas the Tank Engine & Friends — оповідач
- 1986 — George Carlin: Playin' with Your Head (ТБ)
- 1987 — Скажені гроші/Outrageous Fortune
- 1987 — Непристойне везіння Outrageous Fortune
- 1988 — Джастін Кейс[en] — приватний детектив Джастін Кейс.
- 1989 — Неймовірні пригоди Біла і Теда/Bill & Ted 's Excellent Adventure
- 1990 — Робоча погань (ТБ)/Working Tra$h
- 1991 — Нове пригода Білла та Теда/Bill & Ted's Bogus Journey
- 1991 — Повелитель припливів/The Prince of Tides
- 1994 — Shining Time Station: One of the Family (ТБ)
- 1999 — Догма/Dogma
- 2001 — Джей і мовчазний Боб завдають удару у відповідь/Jay and Silent Bob Strike Back
- 2003 — Дуже страшне кіно 3/Scary Movie 3
- 2004 — Дівчина з Джерсі/Jersey Girl
- 2005 — Тарзан 2
- 2005 — Аристократи/The Aristocrats
- 2006 — Тачки/Cars
- 2006 — Нові пригоди Попелюшки/Happily N'Ever After
- 2008 — Це погано для тебе/It's bad for ya